# Мак-Ділл (авіабаза)
Авіаба́за Мак-Ділл (англ. MacDill Air Force Base) (IATA: MCF, ICAO: KMCF) — діюча військова база з інфраструктурою базування військової авіації США, розташована приблизно на відстані 6,4 км південніше центру міста Тампа (Флорида).

## Призначення
База військово-повітряних сил США Мак-Ділл слугує пунктом базування 6-го авіаційного мобільного крила, що входить до складу 21-ї експедиційної оперативної групи Транспортного командування ПС США. На озброєнні авіакрила перебувають літаки-заправники KC-135R «Стратотанкер» та багатоцільові транспортні C-37A «Гольфстрім». Штатна чисельність авіаційного формування становить більше ніж 3 000 військових та цивільних працівників. Додатково, на території інсталяції розташовується більше за 50 різнорідних командувань, установ, центрів, формувань тощо, де проходить службу більше за 12 000 чоловік. Серед найзначніших структур на базі дислокуються: Центральне Командування Збройних сил, Командування спеціальних операцій, Командування ССО США «Центр», а також філія Африканського регіонального Командування.
На авіабазі також розташовані Оперативний центр управління авіацією Національного управління океанічних і атмосферних досліджень.